# Unterneukirchen
Unterneukirchen ist eine Gemeinde im oberbayerischen Landkreis Altötting. Die Gemeinde ist Mitglied der gleichnamigen Verwaltungsgemeinschaft.

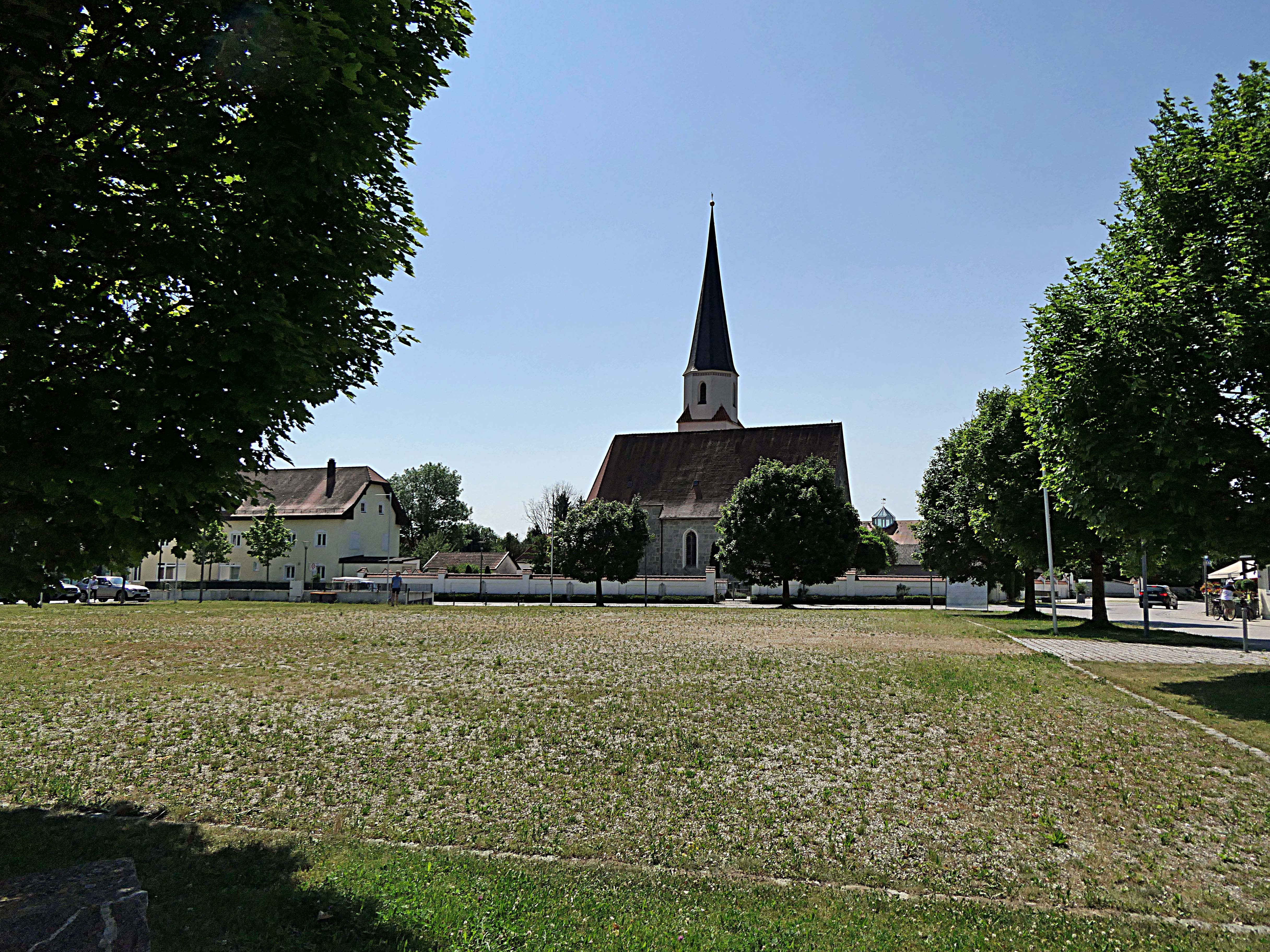
Kirche St. Johannes Evangelist u. St. Ägidius von Norden

## Gemeindegliederung
Unterneukirchen hat 100 Gemeindeteile:
- Aich
- Aigen a.Kühzogl
- Asbach
- Balghub
- Baumgarten
- Berger a.d.Leiten
- Berghager
- Bergmann
- Berngehen
- Birkham
- Birner
- Bischofer
- Bösl
- Boslehner
- Brandhof
- Brandl
- Brandstätt
- Dashub
- Ebenbichl
- Eglhof
- Erlach
- Eschbach
- Feichtner a.Kühzogl
- Ficker
- Fürtner
- Ganslehen
- Gassen
- Gasteig
- Gitlberg
- Glatz
- Grasberg
- Grub
- Hager
- Hart a.d.Alz
- Hartberg
- Hiebl
- Hilger
- Hollmaier
- Holzwies
- Hörmann
- Hub i.Schachen
- Kammerhub
- Katzenbogen
- Kirmaier
- Klaffelsberger
- Kobler
- Kohlfuß
- Kronberg
- Kummer
- Linderer
- Maderlehen
- Maier a.Berg
- Maierhof
- Maierhof a.d.Leiten
- Mitterlehner
- Moos
- Mühlthal
- Obergruber
- Obergrund
- Obergünzl
- Oberkaiser
- Oberkrieger
- Oberschroffen
- Oberwies
- Oestall
- Ofner
- Osterberg
- Pinsmaier
- Plaickner
- Reichstadl
- Reineck
- Schachen
- Scheitzenham
- Schmidhub
- Schmidlehen
- Schmitten
- Stadl
- Steinberg
- Stocketz
- Storfing
- Straß
- Straßerwagner
- Straßsülden
- Stummer
- Thalham
- Trosthäusl
- Untergruber
- Untergrund
- Untergünzl
- Unterkaiser
- Unterkrieger
- Unterneukirchen
- Unterwies
- Voglsam
- Voit
- Vorlehen
- Wagenbichl
- Waitzgraming
- Wetzberg
- Winkl

## Geschichte

### Bis zur Gemeindegründung
Unterneukirchen (ursprünglich Neukirchen) wurde im Zuge der Verwaltungsreformen in Bayern 1818 eine selbständige politische Gemeinde. Um Namensverwechslungen mit Neukirchen an der Alz zu vermeiden, genehmigte die Königliche Regierung am 19. Juli 1857 die Namensänderung in Unterneukirchen. Die wirtschaftliche Bedeutung wuchs mit dem Bau des Alzkanals 1916–1922 und der Carbidfabrik Hart, die 1917–1920 errichtet wurde. Am 1. Juli 1971 wurde die bis dahin selbstständige Gemeinde Oberburgkirchen nach Unterneukirchen eingemeindet. Trotz der Industrialisierung hat sich diese Dorfgemeinde ihren ländlichen Charakter bewahrt.
Große Veränderungen erlebte die Gemeinde mit dem Beginn der Industrialisierung, vor allem mit dem Bau der Süddeutschen Kalkstickstoffwerke im Unterneukirchener Ortsteil Hart in der Zeit von 1916 bis 1920. Dieses Karbidwerk wurde zur Lebensader der Gemeinde.

### 20. und 21. Jahrhundert
Zu den Sehenswürdigkeiten gehört das Wahrzeichen des Ortes, die alte gotische Pfarrkirche St. Johannes und Ägidius (1479). Im Eingangsbereich befindet sich noch ein altes Beinhaus. 1962 wurde in der Dorfmitte eine neue, moderne Pfarrkirche errichtet, die Christkönigskirche. Ebenso sehenswert ist das alte Schul- und Mesnerhaus, welches nach 1803 mit den Steinen der alten Kirche in St. Georgen (bei Altötting) errichtet wurde. Heute dient dieses Gebäude als „Kulturhaus“ mit Räumen für Ausstellungen und Musikunterricht. Eine kleine Landbrauerei mit Brauereigaststätte ist ebenso sehenswert. Im Gemeindegebiet befinden sich auch einige alte und sehr schön erhaltene Bauerngehöfte, oft noch mit dem im Oberland verbreiteten Dachreiter mit Dachglocke. Ein katholischer Kindergarten und eine Grundschule befinden sich im Ort. 2004 bekam Unterneukirchen eine Umgehungsstraße der B299, was zu einer Beruhigung der Ortsmitte führte. Neben vielen einzelnen Gehöften gehören zur Gemeinde auch die Ortschaften Gasteig und Oberschroffen sowie ein Teil der Ortschaft Hart/Alz.

### Eingemeindungen
Im Zuge der Gebietsreform in Bayern wurde am 1. Juli 1971 Oberburgkirchen eingemeindet.

### Einwohnerentwicklung
Zwischen 1988 und 2018 wuchs die Gemeinde von 2072 auf 3199 um 1127 Einwohner bzw. um 54,4 % – der höchste prozentuale Zuwachs im Landkreis im genannten Zeitraum.

## Politik

### Bürgermeister
Jochen Englmeier (CSU) ist seit 1. Mai 2020 Erster Bürgermeister. Dieser war in der vorigen Amtszeit bereits 2. Bürgermeister und wurde ohne Gegenkandidat mit 92,0 % der gültigen Stimmen erstmals in das Amt gewählt. Sein Vorgänger war vom 20. Februar 1995 bis 30. April 2020 Georg Heindl (CSU/Bürgerliste). Georg Heindl (* 1947) war ehrenamtlich tätig.

### Gemeinderat
| Jahr | CSU/BL | SPD | Freie Wähler | gesamt | Wahlbeteiligung |
| ---- | ------ | --- | ------------ | ------ | --------------- |
| 2020 | 8      | 3   | 5            | 16     | 50,5 %          |
| 2014 | 9      | 2   | 3            | 14     | 48,0 %          |
| 2008 | 9      | 2   | 3            | 14     | 55,2 %          |

BL = Bürgerliste
Weiteres Mitglied und Vorsitzender des Gemeinderates ist der Erste Bürgermeister.

### Wappen
| Wappen der Gemeinde Unterneukirchen | Blasonierung: „In Blau ein goldenes Zahnrad, das im unteren Drittel mit einer aufsteigenden, gekürzten silbernen Spitze, darin ein grünes Kleeblatt, belegt ist.“ |
| Wappen der Gemeinde Unterneukirchen | Wappenbegründung: Das Zahnrad verweist auf die Carbidindustrie, das Kleeblatt auf die Landwirtschaft in der Gemeinde. Das Wappen wird seit 1956 geführt.          |

## Wirtschaft
Bis 2016 hatte der Spezialchemieproduzent SKW Stahl-Metallurgie seinen Hauptsitz in Unterneukirchen. Der Sitz wurde nach München verlagert. Durch eine zeitweise Insolvenz ab 2017 ging das ehemals börsennotierte Unternehmen in den Besitz einer Investmentgesellschaft über. Es wird weiterhin ein Standort in Unterneukirchen betrieben.

## Söhne und Töchter der Gemeinde
- Bastian Kurz (* 23. September 1996 in Altötting) ist ein deutscher Fußballspieler.
- Thomas Kurz (* 3. April 1988 in Altötting) ist ein deutscher Fußballspieler.
- Claus Reichstaller (* 25. Mai 1963 in München, aufgewachsen in Unterneukirchen[9]) ist ein deutscher Trompeter des Modern Jazz und Fachbereichsleiter für Jazz an der Hochschule für Musik und Theater München.
- Manfred Zieglgruber (* 19. August 1947 in Unterneukirchen; † 25. Mai 2014 in Altötting) war Eisstockschütze und dort Weltrekordhalter im Weitenwettbewerb.

## Kultur und Sehenswürdigkeiten

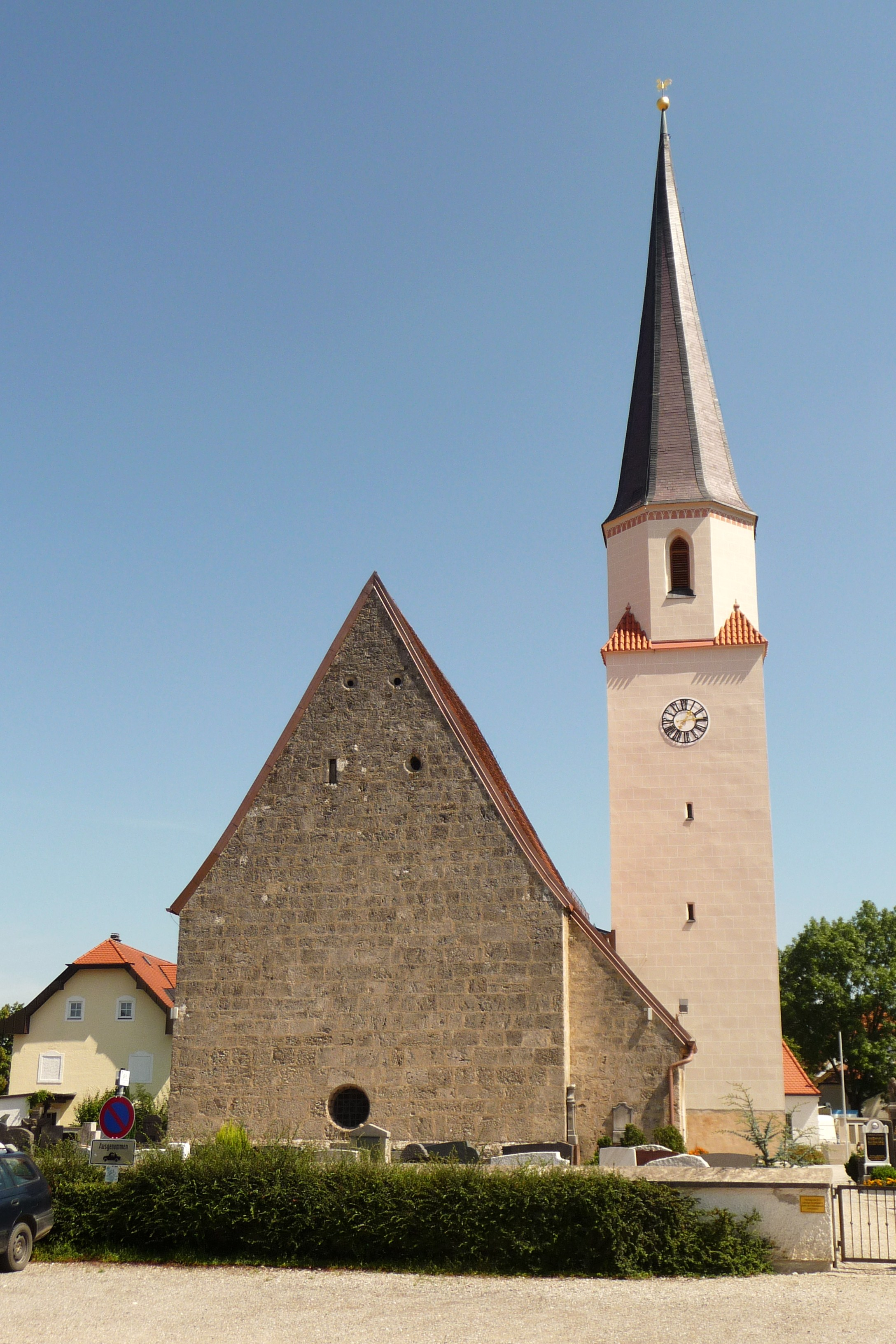
Spätgotische Nebenkirche St. Johannes Evangelist und St. Ägidius

Im Gemeindeteil Oberschroffen können geologische Orgeln besichtigt werden, an denen die Folgen der Klimaschwankungen der jüngeren Erdgeschichte abzulesen sind. Sie wurden in die Liste der 100 schönsten Geotope Bayerns aufgenommen.

### Kirchen
Unterneukirchen hat zwei Kirchen, die Christkönigs-Kirche (Pfarrkirche) und die Kirche St. Johannes (frühere Pfarrkirche). Die St. Johanneskirche wurde um 1479 gebaut, das Datum der Grundsteinlegung ist nicht bekannt. Als die St. Johanneskirche zu klein war, entschied sich die Gemeinde 1962, eine neue Pfarrkirche zu bauen. Die Grundsteinlegung erfolgte am 28. August 1960 und sie wurde am 9. September 1962 von Bischofskoadjutor Antonius Hofmann geweiht.